# Marc Laferrière
Marc Laferrière (* 15. Januar 1935 in Paris) ist ein französischer Musiker des Hot Jazz und Swing (Sopran- und Altsaxophon), der auch als Bandleader hervorgetreten ist.

## Leben und Wirken
Laferrière lernte zunächst auf der Schule Trompete. Mit 16 Jahren begann er, sich für Jazz zu interessieren und wechselte zum Altsaxophon; beeinflusst durch Sidney Bechet spielte er auch Klarinette. 1954/55 gehörte er zu einem Theaterorchester an der Rechtsfakultät von Orléans und spezialisierte sich bald auf das Sopransaxophon. Er ging dann nach Paris, wo er bald in den Jazzclubs von Saint-Germain-des-Prés Erfolg hatte. Bald leitete er eigene Bands, wie die New Orleans Feetwarmers, trat aber auch mit Claude Luter auf. Ab 1957 war er der Leiter der Hausband im Slow Club, wo er bis 1972 blieb. Seit 1958 nahm er Schallplatten auf, auch mit Michel Attenoux. 
Nach dem Ende des Engagements im Slow Club arbeitete er mit Sylvie Vartan und Jean-Jacques Debout, nahm diverse Alben auf und ging verstärkt auf Tournee, auch in Mitteleuropa, der Türkei sowie Nord- und Westafrika. 1980 gründete er sein Sextet, 1984 dann die Transatlantic Swing Band. 1985 entstand das Marc Laferrière Quintet. Daneben trat er mit Barney Bigard, Albert Nicholas, Bill Coleman, Stéphane Grappelli, Peanuts Holland, Cat Anderson, Gilbert Leroux oder Sammy Price auf. Seine Söhne Stan (* 1962 in Paris) und Olivier (* 1964 in Paris) sind gleichfalls Jazzmusiker und häufig mit ihrem Vater aufgetreten.

## Preise und Auszeichnungen
1984 erhielt er den Grand Prix der Académie du Jazz.

## Diskographische Hinweise
- Au Slow Club featuring René Franc
- Jazz Patchwork (1975)
- Swinging Alto Sax (1990)
- Marc Laferrière & His Dixieland Jazz Band

## Lexikalischer Eintrag
- Philippe Carles, André Clergeat, Jean-Louis Comolli: Le nouveau dictionnaire du jazz. R. Laffont: Paris 2011